# Крісто Тогвер
Крісто Тогвер (ест. Kristo Tohver,11 червня 1981, Тарту) — естонський міжнародний арбітр, який судив відбіркові матчі Чемпіонату світу з футболу 2014 року.

## Суддівська кар'єра
15 липня 2010 року Тогвер дебютував у Європі під час матчу Кубка УЄФА між «Брондбю» та «Вадуц», який закінчився з рахунком 3:0 на користь «Брондбю», а Тогвер показав три жовті картки. 19 листопада 2008 року він відсудив свій перший міжнародний матч, коли Литва та Молдова зіграли внічию 1:1. Під час цієї гри Тогвер показав три жовті картки.
Тогвер також працював арбітром Ліги Європи УЄФА 2012-13, Чемпіонату Європи з футболу 2011 серед юнаків до 17 років та відбіркових матчів до інших змагань УЄФА серед юніорів, у тому числі чемпіонату УЄФА 2013 до 21 року.